# Wacław Wycisk

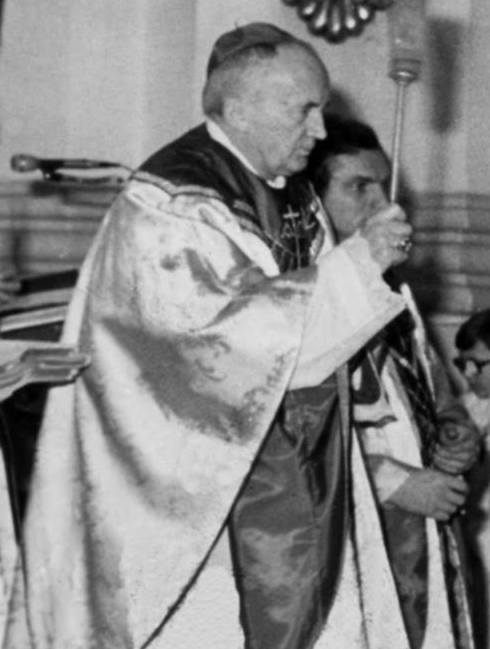
Wacław Wycisk (1981)

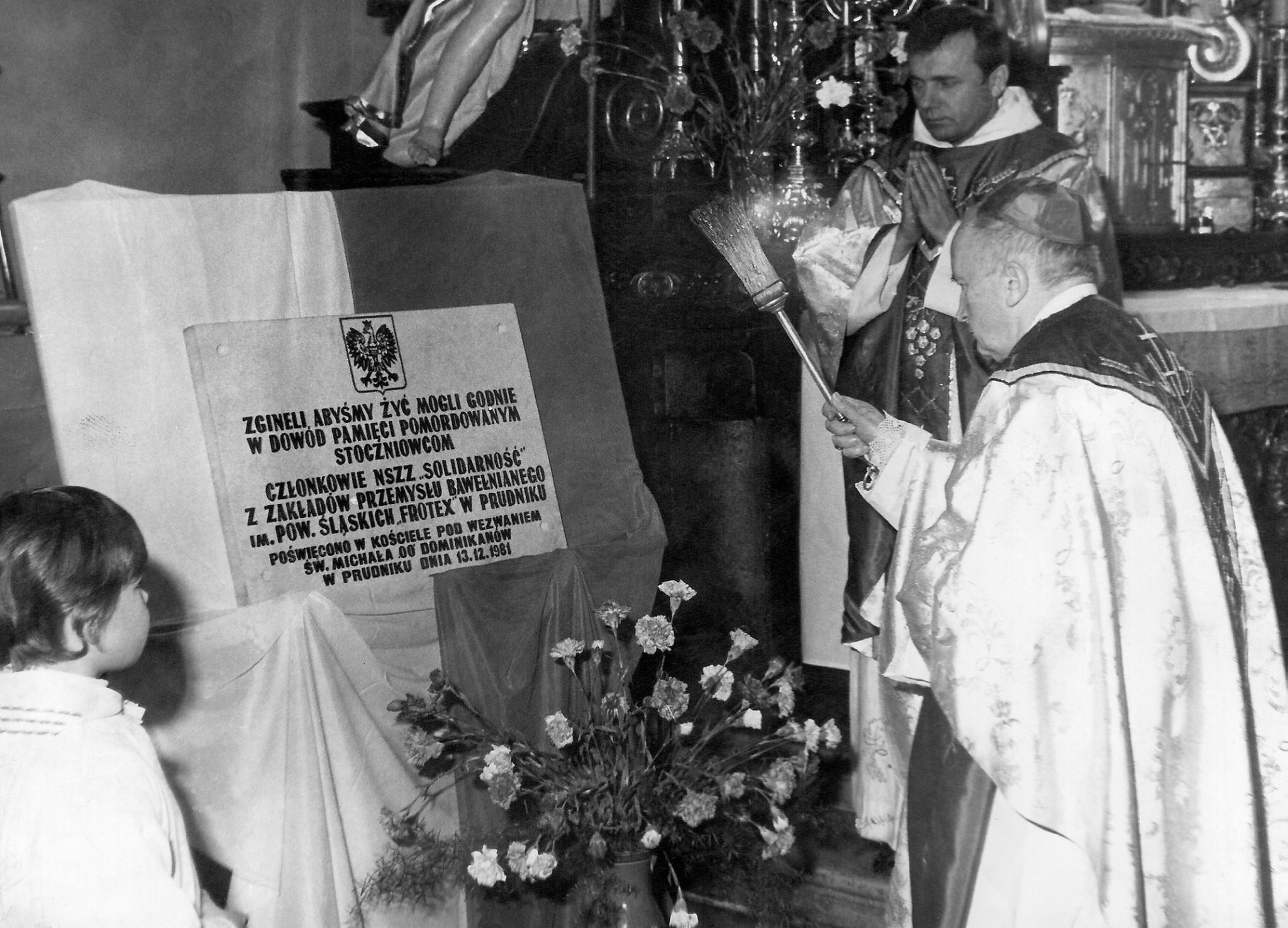
Wacław Wycisk bei der Segnung einer Gedenktafel für die 1970 getöteten Arbeiter der Danziger Werft (1981)

Wacław Wycisk (* 11. Februar 1912 in Olbersdorf, Landkreis Neustadt O.S., Provinz Schlesien; † 22. März 1984 in Opole) war ein polnischer römisch-katholischer Geistlicher und Weihbischof im Bistum Opole.

## Leben
Wacław Wycisk besuchte die Grundschule in Olbersdorf und später das Humanistische Gymnasium in Prudnik. Nach dem Abitur 1931 studierte er Philosophie und Katholische Theologie an der Universität Breslau (1931–1935) und an der Rheinischen Friedrich-Wilhelms-Universität Bonn (1932). Am 6. Juni 1936 wurde Wycisk zum Subdiakon geweiht und am 2. August desselben Jahres empfing er durch den Erzbischof von Breslau, Adolf Kardinal Bertram, das Sakrament der Priesterweihe.
Wycisk war zunächst als Pfarrvikar in Rosenberg O.S. sowie in der Pfarrei St. Nikolaus und Margaretha in Lindenhöhe O.S. tätig, bevor er 1940 Pfarrvikar der Pfarrei Heilige Dreifaltigkeit in Beuthen O.S. wurde. Ab 1945 war Wacław Wycisk Notar in der Verwaltung der Apostolischen Administratur Opole. Zusätzlich wirkte er von 1945 bis 1947 als Pfarrvikar der Pfarrei St. Peter und Paul in Opole und als Kaplan am St. Adalbert-Krankenhaus. 1948 wurde Wycisk Diözesankanzler. Außerdem war er ab 1949 am Kirchengericht in Katowice als Ehebandverteidiger für die Oppelner Ehenichtigkeitsfälle zuständig. 1951 wurde Wacław Wycisk Offizial am neu gegründeten Oppelner Kirchengericht. Daneben erwarb er 1952 nach weiterführenden Studien an der Katholischen Universität Lublin mit der Arbeit „Stan prawny zakonnych placówek duszpasterskich na Śląski Opolskim w latach 1945–1950“ (Der Rechtsstatus der kirchlichen Seelsorgestrukturen in Opole in den Jahren 1945–1950) einen Magister im Fach Kanonisches Recht. Ab 1957 lehrte Wacław Wycisk Kanonisches Recht am Priesterseminar in Nysa. Im selben Jahr wurde er Mitglied des Konsultorenkollegiums. Ferner fungierte er als Prosynodalexaminator und als Zensor im Rahmen des Verfahrens zur Erteilung des bischöflichen Imprimatur für die religiösen Bücher.
Am 16. November 1958 ernannte ihn Papst Johannes XXIII. zum Titularbischof von Caesarea in Numidia und zum Weihbischof in Gniezno. Der Erzbischof von Gniezno und Warschau, Stefan Kardinal Wyszyński, spendete ihm am 25. Januar 1959 in der Prokathedrale zum Heiligen Kreuz in Opole die Bischofsweihe; Mitkonsekratoren waren der Weihbischof in Breslau, Bolesław Kominek, und der Apostolischer Administrator von Opole, Franciszek Jop. Wacław Wycisk wählte den Wahlspruch „Diligam – Serviam“ (Ich möchte lieben und dienen). Er nahm an der zweiten, dritten und vierten Sitzungsperiode des Zweiten Vatikanischen Konzils teil. Wycisk wurde am 16. Oktober 1967 zum Weihbischof in Opole ernannt. Zudem wurde er Generalvikar. Nach dem Tod von Bischof Franciszek Jop am 24. September 1976 leitete Wycisk das Bistum Opole für die bis zum 4. August 1977 währende Sedisvakanz als Kapitularvikar. Später war er an der Diözesankurie außerdem als Leiter der Abteilungen für Ordensangelegenheiten, Ehe und Finanzen sowie der Priesterpensionskasse tätig.
Als am 13. Dezember 1981 in Polen das Kriegsrecht verhängt wurde, segnete Wacław Wycisk in der St.-Michael-Kirche in Prudnik trotz eines Versammlungsverbots das Banner der in den Baumwollindustriewerken „Frotex“ tätigen Mitglieder der Gewerkschaft Solidarność und eine Gedenktafel für die beim Aufstand vom Dezember 1970 getöteten Arbeiter der Danziger Werft.
Wacław Wycisk starb am 22. März 1984 in Opole an Leukämie und wurde auf dem Friedhof von Olbrachcice beigesetzt.